# Crăiești (Adămuș)
Crăiești (veraltet Craifalău; deutsch Königdorf, ungarisch Magyarkirályfalva oder Királyfalva) ist ein Dorf im Kreis Mureș in der Region Siebenbürgen in Rumänien. Es ist Teil der Gemeinde Adămuș (Adamesch).

## Geographische Lage

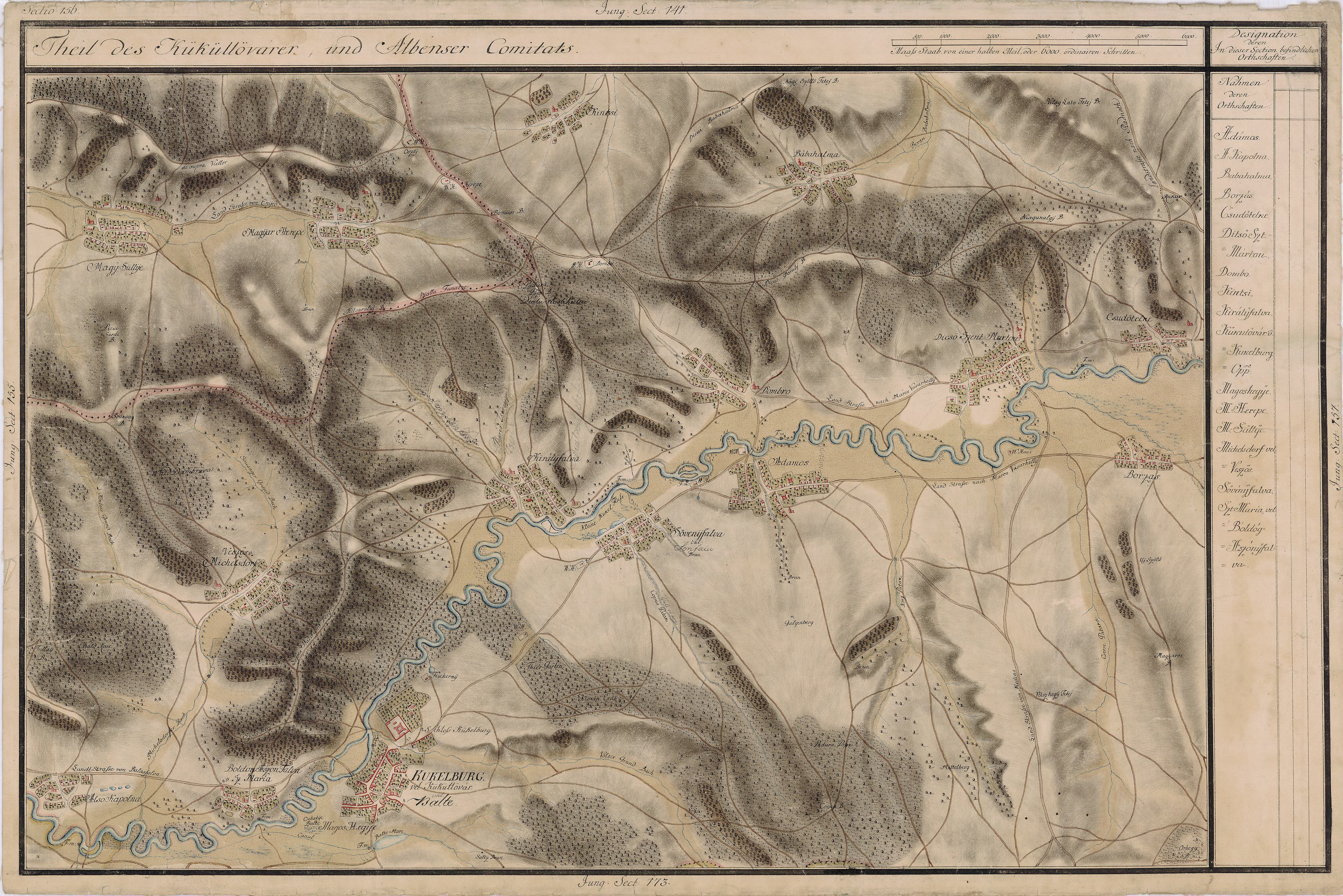
Királyfalva (Crăiești) in der Josephinischen Landaufnahme von 1769 bis 1773

Das Dorf Crăiești liegt im Kokeltal am rechten Ufer des Unterlaufs der Târnava Mică (Kleine Kokel) im Südwesten des Kreises Mureș. An der Bahnstrecke Blaj–Praid und an der Kreisstraße (drum județean) DJ 107D befindet sich das Dorf etwa fünf Kilometer südwestlich vom Gemeindezentrum entfernt. Die nächstgelegene größere Stadt Târnăveni (Sankt Martin) liegt etwa elf Kilometer nordöstlich.

## Geschichte
Der Ort Crăiești wurde erstmals 1332 urkundlich erwähnt.

## Bevölkerung
1850 lebten im Dorf 1024 Einwohner. 312 waren Rumänen, 548 Magyaren und 151 Roma. 1966 wurde mit 1724 die größte Bevölkerungszahl registriert (Rumänen 607, Magyaren 1108). Bei der Volkszählung 2002 lebten in Crăiești 1210 Personen, darunter waren 376 Rumänen, 782 Magyaren und 52 Roma.

## Sehenswürdigkeiten
- Die reformierte Kirche wurde Ende des 18. Jahrhunderts errichtet.[4]
- Die orthodoxe Kirche[5]

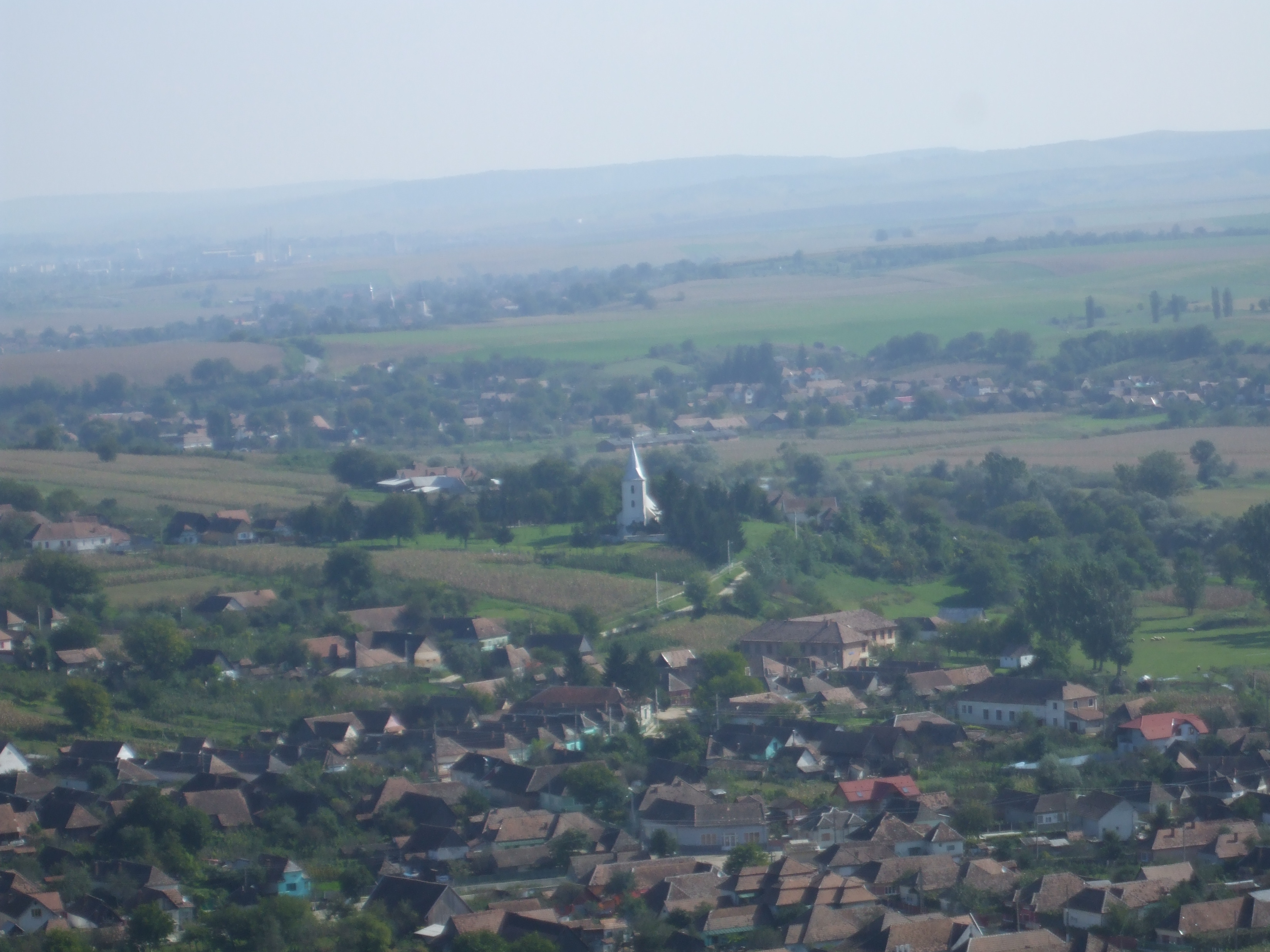
Blick auf Crăiești
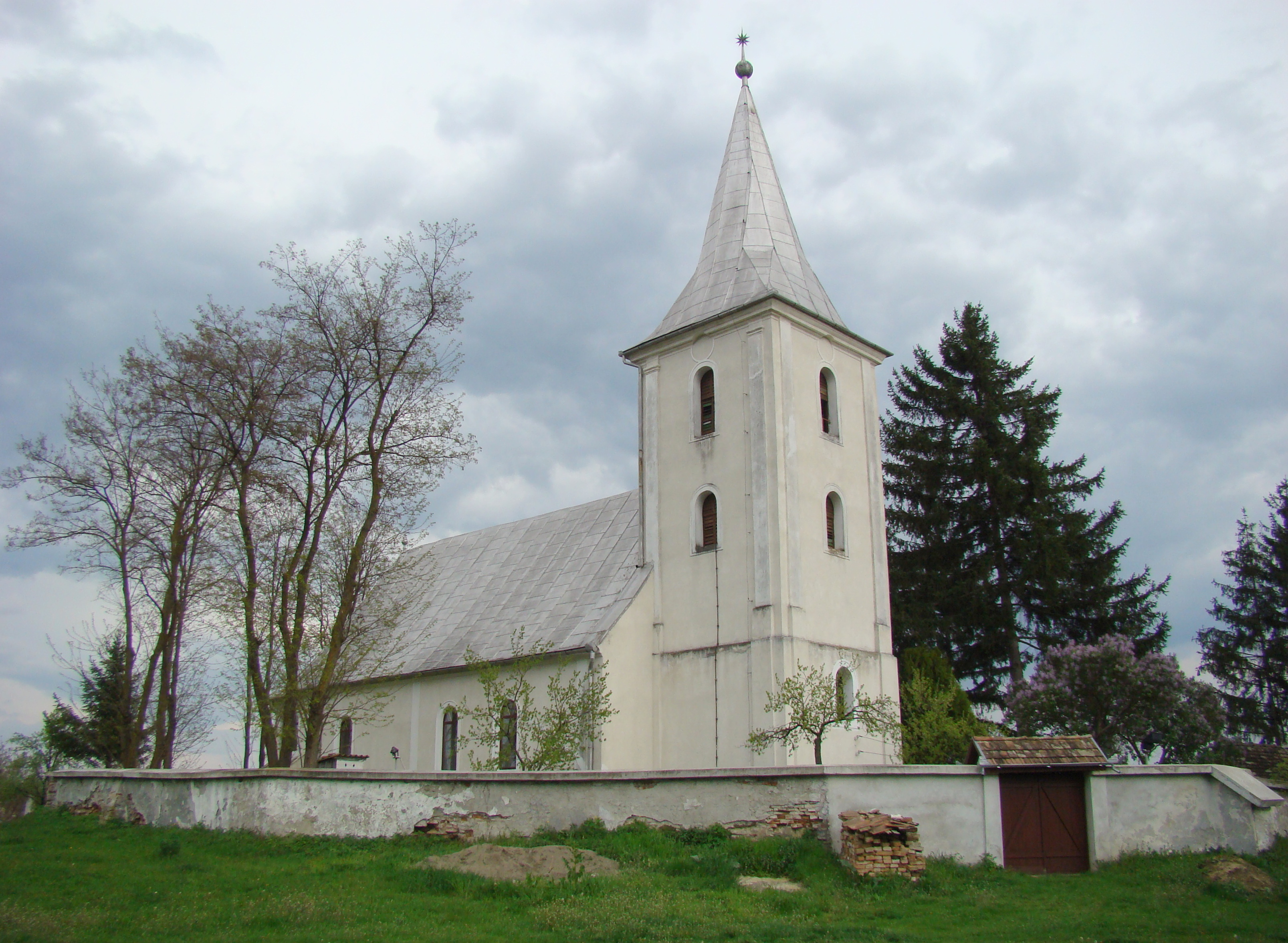
Reformierte Kirche
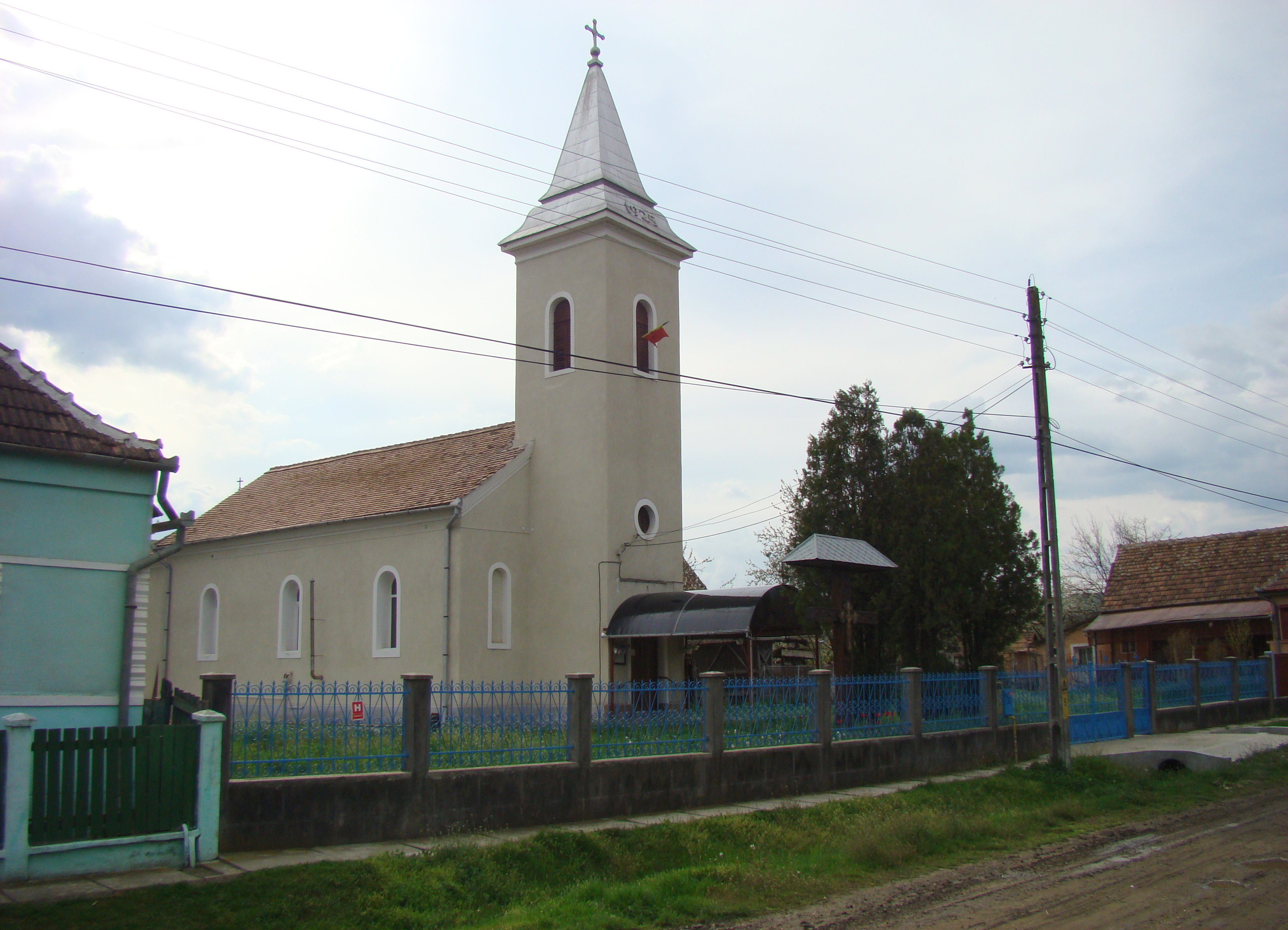
Orthodoxe Kirche
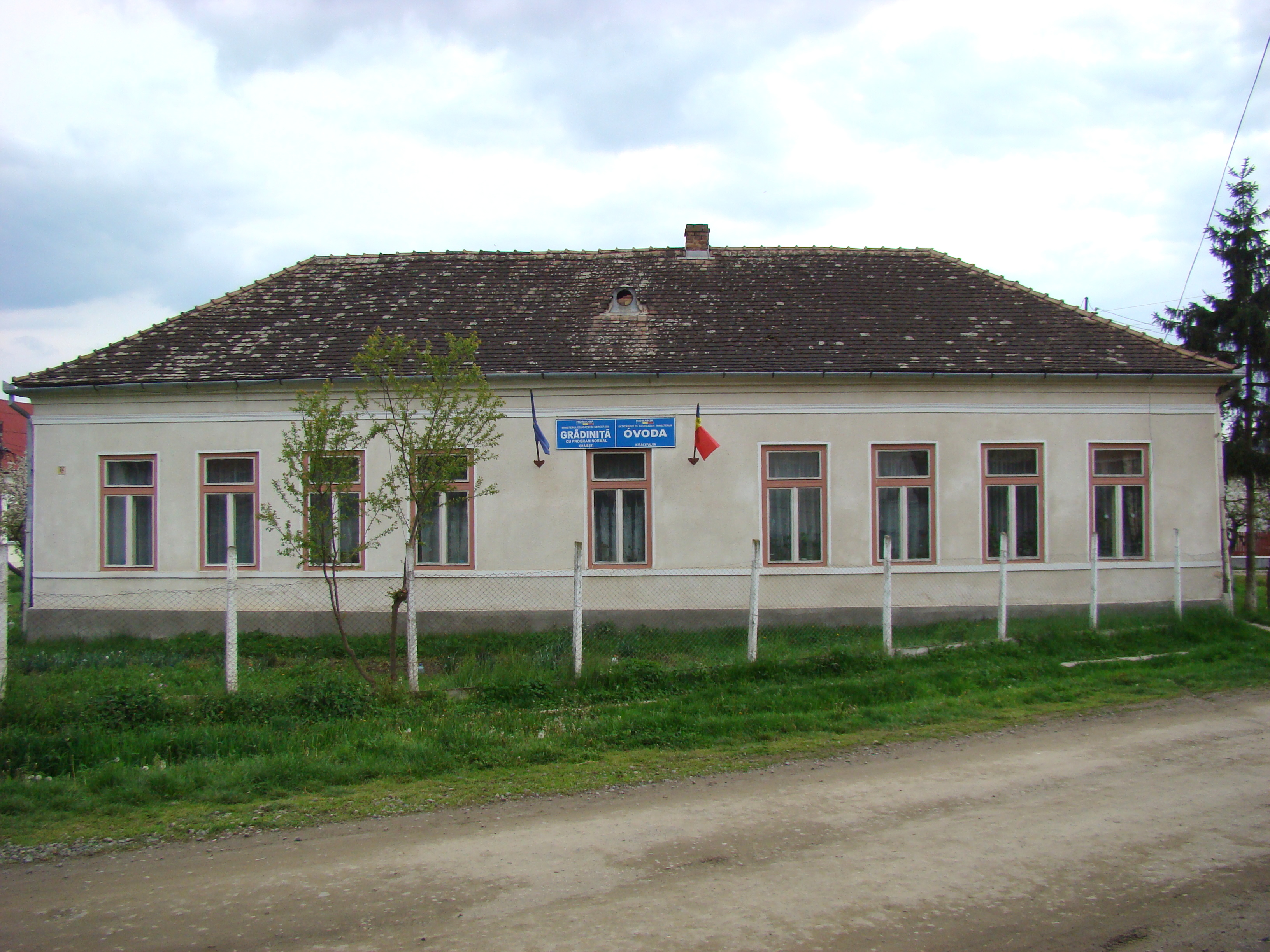
Dorfkindergarten

## Persönlichkeiten
- János Ősz (1863–1941), Lehrer und Märchensammler[6]

## Nachweise
1. ↑  Volkszählung in Rumänien 2021 bei citypopulation.de, abgerufen am 10. September 2023.
2. ↑  Heinz Heltmann, Gustav Servatius (Hrsg.): Reisehandbuch Siebenbürgen. Kraft, Würzburg 1993, ISBN 3-8083-2019-2.
3. ↑  Varga E. Árpád: Volkszählungen 1850–2002 in Siebenbürgen bei kia.hu, letzte Aktualisierung 2. November 2008 (PDF; 1,1 MB; ungarisch).
4. ↑  Angaben zur reformierten Kirche in Crăiești bei biserici.org, abgerufen am 6. März 2023 (rumänisch).
5. ↑  Angaben zur orthodoxen Kirche in Crăiești bei biserici.org, abgerufen am 6. März 2023 (rumänisch).
6. ↑  Angaben zu János Ősz bei oszk.hu, abgerufen am 6. März 2023 (ungarisch).